# A Legyek Ura (film, 1990)
Az A Legyek Ura (eredeti címe: Lord of the Flies) 1990-es amerikai filmdráma, amelyet Harry Hook rendezett. A forgatókönyvet Sara Schiff készítette William Golding azonos című regénye alapján. A produkció a regény második filmfeldolgozása, és több ponton is eltér az eredeti műtől. A főbb szerepekben Balthazar Getty, Chris Furrh és Danuel Pipoly. 1990. március 16-án mutatták be az Egyesült Államokban. Magyarországon 1991. október 4-től vetítették a mozikban.

## Cselekmény
Egy hazatérő, 24 amerikai kadétfiúkat szállító repülőgép lezuhan egy lakatlan dzsungelsziget közelében a Csendes-óceánon. Benson kapitány, a gép pilótája és az egyetlen felnőtt túlélő súlyosan megsérül és félrebeszél. Az éjszaka folyamán a kadétok felfedezik a szigetet, és megválasszák Ralphot vezetőjüknek. A dolgok eleinte simán mennek, azonban Ralph és Jack között hamarosan feszültség alakul ki. Egy éjszaka Jack az összes vadászát a dzsungelbe viszi, és felügyelet nélkül hagyják a tüzet. A kialudt tűz miatt nem veszi őket észre egy helikopter. A vita során Jack úgy dönt, hogy saját tábort alapít, és a kadétok közül sokan vele tartanak.
Ezalatt Benson kapitány megvadul, és elbújik egy barlangba, a gyerekek pedig szörnynek hiszik. Ralph tábora a jelzőtüzet ápolja, míg Jack tábora alkalmazkodik a túlélésre, és mindkét tábornak élelmet biztosítanak. Ralph tábora egyre kisebb lesz, míg Röfi és Simon maradnak az utolsó tagok. Simon megtalálja a kapitány holttestét, és ráébred, hogy nincsen szörny a szigeten. Mikor értesíteni akarja Jack táborát, a gyerekek szörnynek hiszik, és lándzsáikkal halálra szúrják. Röfi és Ralph gyűlést akarnak összehívni Jack táborában, de a többiek nem akarják őket meghallgatni. Röfi az életét veszti, mikor a fejére zuhan egy szikla, és Ralph bosszút esküszik. Jack vadászai üldözőbe veszik a fiút, és felgyújtják a dzsungelt, hogy előcsalogassák a rejtekhelyéről. Ralph-nak sikerül kijutnia a tengerhez, mikor belebotlik egy tengerészgyalogosba. A vadászok megállnak, Ralph elsírja magát, a katonai helikopterek pedig megközelítik a szigetet, miután látták a tüzet.

## Szereplők
| Szerep               | Színész          | Magyar hang |
| -------------------- | ---------------- | ----------- |
| Ralph                | Balthazar Getty  |             |
| Jack                 | Chris Furrh      |             |
| Röfi                 | Danuel Pipoly    |             |
| Simon                | James Badge Dale |             |
| Sam                  | Andrew Taft      |             |
| Eric                 | Edward Taft      |             |
| Roger                | Gary Rule        |             |
| Larry                | Braden MacDonald |             |
| Benson kapitány      | Michael Greene   |             |
| amerikai tengertiszt | Bob Peck         |             |
| Tony                 | Brian Matthews   |             |

## Fogadtatás

### Kritikai visszhang
A kritikusokat megosztotta a film. A Rotten Tomatoeson 55%-os minősítést ért el 22 értékelés alapján. Rene Jordan az El Nuevo Heraldtól azt írta: „Az utóbbi idők legügyetlenebb filmje... egy idegesítő paródia” Dan Jardine az Apollo Guide-tól azt írta: „Ha a legjobb dolog, amit erről az adaptációról mondani lehet, hogy a sziget szépnek tűnik, akkor talán jobb lenne, ha a helyi könyvtárból kölcsönkérnénk egy útleíró videót.” Roger Ebert szerint: „A szimbolizmus rögtön az elején van és kihagyhatatlan, a történet része pedig - az események, amelyektől elméletileg a torkunk elszorul és a pulzusunk felgyorsul - elég béna.”
A Metacritic 49 pontot adott a 100-ból 20 vélemény alapján. Johanna Steinmetz a Chicago Tribune-től azt írta: „A történet, bár túlságosan leegyszerűsített, vizuális stílusban van elmesélve, különösen a fiúk álomjeleneteinek felhasználásával, amelyek a megmentéssel és a felnőtt tekintély kényelmével kapcsolatosak.” Rita Kempley a Washington Posttól azt írta: „A lassú tempójú és szépen kidolgozott film minden bizonnyal Golding regényének festői adaptációja. De bár aktualizálták, a trópusi nap alatt ebben biztosan nincs semmi újdonság.” A TV Guide Magazine azt írta: „Golding sötét szívű pesszimizmusának kedvesnek tűnő fotóalbum-feldolgozása, ez a film azonban teljesen elhibázza A Legyek Ura lényegét és hangulatát.”

### Bevétel adatai
A Box Office Mojo szerint  a film 13,9 millió dollárost bevételt ért el, a költségvetésről nincs adat.